# Метиленирование
Метилени́рование — химическая реакция, в результате которой образуется метиленовая группа (CH2). Обычно, реакция применяется для получения терминальных алкенов из альдегидов, реже кетонов.

## Методы проведения

### Метилен-фор-оксо реакции
Распространенный метод метиленирования включает реакцию Виттига с использованием метилентрифенилфосфорана и альдегида (Ph = фенил или группа дифенила):
{\displaystyle {\mathsf {RCHO+Ph_{3}P=CH_{2}\xrightarrow {} RCH=CH_{2}+Ph_{3}PO}}}
Аналогичная реакция может быть осуществлена с помощью реагента Теббе, достаточно универсальным, что позволяет проводить даже метиленирование сложных эфиров:
{\displaystyle {\mathsf {RCO_{2}R'+Cp_{2}Ti(Cl)CH_{2}AlMe_{2}\xrightarrow {} RC(OR')=CH_{2}+Cp_{2}TiOAlMe_{2}Cl}}}
Другие менее четко определенные титановые реагенты, например, реактив Ломбардо, осуществляют аналогичные превращения.
Также используются карбанионы, полученные из метилсульфонов, эквивалентно реакции Виттига.

### Другие методы
Этенолиз — это метод метиленирования внутреннего алкена:
{\displaystyle {\mathsf {RCH=CHR+CH_{2}=CH_{2}\xrightarrow {} 2RCH=CH_{2}}}}
В принципе, присоединение CH2 к двойной связи C=C может быть классифицировано как метиленирование, однако такие превращения обычно описываются как циклопропанированием .